# Saint-Prosper
| Saint-Prosper                 |                        |
| Saint-Prosper.jpg             |                        |
| Coordenadas: 46°13' N 70°29'W |                        |
| Província                     | Quebec                 |
| Região administrativa         | Chaudière-Appalaches   |
| Incorporado em                | 26 de setembro 1887    |
| Prefeito                      | Richard Couët          |
| Código postal                 | G0M 1Y0                |
|                               |                        |
| Área                          |                        |
| - Cidade                      | 136,95 km², 52,9 mi²   |
| Fuso horário                  | UTC -5                 |
| População (2006)              |                        |
| - Cidade                      | 3.617                  |
| - Densidade                   | 26 hab/km², 68 hab/mi² |

Saint-Prosper é um município canadense do conselho municipal regional de Les Etchemins, Quebec, localizado na região administrativa de Chaudière-Appalaches. Em sua área de pouco mais de 136 km², habitam cerca de três mil pessoas.
Este é a segunda maior municipalidade do MRC de Etchemins (que conta com 13) atrás apenas de Lac-Etchemin.